# Paul Rodgers
Paul Rodgers (Middlesbrough, 1949. december 17. –) angol rockénekes, főleg a Free és a Bad Company egykori tagjaként ismeretes. Jimmy Page-dzsel két stúdióalbumon is közreműködött a The Firm tagjaként. 2004 és 2009 között a Queen együttessel turnézott mint vendégénekes. 2008 őszén jelent meg első közös stúdióalbumuk, a The Cosmos Rocks. Inspirálta Freddie Mercury-t, Chris Cornell-t, David Coverdale-t, Ronnie Van Zant-ot és Joe Lynn Turner-t.

## Pályafutása

### Kezdetek
Paul Bernard Rodgers Middlesbrough-ban született (Észak-Anglia). Szülei skót származásúak. Először basszusgitározni tanult, később lett csak énekes. Egy helyi zenekarban a The The Roadrunners-ben kezdett el játszani, majd átköltöztek Londonba, ahol felvették a The Wildflowers nevet. A zenekar tagja volt még Mick Moody gitáros (későbbi Whitesnake-tag), valamint Bruce Thomas, aki később Elvis Costello-val dolgozott együtt.

### Free
1968-ban Paul Kossoff és Simon Kirke a Black Cat Bones tagjaiként látták Rodgers szereplését a Brown Sugarrel, és felhívták, hogy csatlakozzon hozzájuk. Egy közös barát ismertette meg velük az akkor csupán 15 éves Andy Frasert, aki John Mayall mellett játszott, de a jazzes irányvonal nem volt kedvére. Így jöttek össze egy kis örömzenélésre, s miután az első este négy dalt termett, elhatározták, hogy együtt maradnak. Alexis Korner lett a menedzserük –e gyben-paroducerük –, és vele vették fel A Tons of Sobs-ot. Az album nem hozta meg az áttörést a zenekarnak, Angliában fel sem került a listákra, az USA-ban csak a 197. helyig jutott. Ezután a tagok kiadták a saját nevükkel ellátott Free című albumukat, amely már mérsékelt sikert aratott: Angliában 65. lett, míg az USA-ban már 177.
Az igazi sikert az 1970-ben megjelent Fire and Water hozta meg. A lemez 20 országban lett listavezető. A brit kislemez listán 1. lett, míg az amerikai hot 100-ban a 4. helyet érte el, az Eredeti Angol lemezlistán 2. lett. Ausztriában, Dániában, Hollandiában, Norvégiában, Svédországban az 1. helyet érte el. Az Államokban összesen 4 millió példány kelt el belőle. Így 4 x-es platinalemez lett, míg Angliában 300 000 kelt el a belőle. Ezután a zenekar fellépett az Isle Of Wright Fesztiválon, több mint 600 000 néző előtt. A sikerek után újra stúdióba vonultak és rögzítették a Highway című lemezt, ami már nem tudta megismételni a Fire and Water sikerét. Angliában csak a 41. helyet érte el, az Államokban pedig csak a 190. helyen debütált. A tagok nem tudták feldolgozni a hirtelen jött sikert, ezért szétestek. Andy és Paul próbálták leszoktatni a drogfüggő Kossoff-ott, ám ez nem sikerült, így a zenekar 1971-ben feloszlott. 1972-ben Rodgers újra alakította a zenekart Tetsu Yamauchi basszistával és John Bundrick billentyűssel, dobosnak pedig maradt Simon. A turnéra csatlakozott hozzájuk még Paul Kossoff is. A turné után kiadták a Heartbreaker-t, amely egyszersmind az utolsó lemezük is, majd véglegesen feloszlottak.

### Bad Company
Rodgers 1973-ban alapította meg a Bad Company-t, amit Jeff Bridges azonos című filmjéről nevezett el. Rodgers egy Spinner.com interjúban elmagyarázta, hogy az ötlet egy viktoriánus erkölcskönyvből származik, amely megmutatta, hogy egy ártatlan kölyök képét lámpaoszlopra támaszkodó, kellemetlen karakter szemlélteti. A felirat szövege: "vigyázz a rossz társasággal". A zenekar két további Free tagból állt: Paul-ból és Simon Kirkéből, valamint Mick Ralphs gitárosból, aki a Mott the Hoople-ből érkezett, a basszusgitáros Boz Burrell lett. A zenekar leszerződött a Led Zeppelin lemezkiadójához (Swan Song), és meg kezdték első albumuk munkálatait. 1974-ben megjelent a Bad Company, a zenekar debütáló lemeze: az USA-ban 1. helyet ért el, míg Angliában 3. lett. A felvételek a Headley Grange-ban és a Hampshire-i Ronnie Lane's Mobile Studio-ban készültek. 25 hétig szerepelt az Angol listán és
Amerikában 5x-ös platinalemez lett. A Can't Get Enough és Movin' On nagy siker lett Billboard Hot 100-on Movin' On 19.-lett a listán, míg a Can't Get Enough 5. Kanadában 3. lett, és az Amerikai Top 100-on 1.-helyet ért el, Angliában a 15. lett.
1975-ben jelent meg a második albumuk: Straight Shooter, amely ismét hatalmas siker lett Angliában és az USA-ban egyaránt. 3. lett az USA-ban, 3x-os platinalemez. A Billboard Hot 100-on Good Lovin' Gone Bad 36., míg a Feel Like Makin' Love a 10. helyet érte el. Angliában a dal 20. lett, míg Kanadában 5. Harmadik albumuk a Run With the Pack 1976-ban jelent meg: az album Franciaországban készült, Grasse-ben. Tartalmaz egy feldolgozást (Young Blood). Angliában az album 4., míg Amerikában 5. lett. A lemezt népszerűsítő turnén Paul Kossoff új zenekara, a Back Street Crawler volt az előzenekaruk. Sajnos a turné során Paul Kossoff meghalt drogtúladagolásban, így az félbemaradt. Amerikában a lemezből 1 000 000 darabot adtak el, így ismét platinalemez lett. Angliában is elérte az aranylemez státuszát. 1977-ben elkészült negyedik stúdióalbumuk: a Burnin' Sky az album kísérletező jellege miatt megbukott Angliában, de az Államokban se fogadták jól. A RIAA adatai szerint csak 100 000 példányt adtak el belőle. A kislemezként megjelent Burnin' Sky az USA-ban csak a 78. helyet, míg Everything I Need a 90-et szerezte meg. 1978-ban világkörüli turnéra indultak, mely alatt elhatározták, hogy vissza térnek a hard rock-hoz. 1979-ben megjelent a Desolation Angels, amivel sikerült visszatérniük az élvonalba: Angliában 10., míg az USA-ban 3. lett. A lemezből 2 millió példányt adtak el. A Rock 'n' Roll Fantasy az USA-ban 13., míg Kanadában a 16. lett a kislemezlistán. 1980-ban meghalt a Led Zeppelin dobosa, John Bonham: barátjuk tiszteletére alkották meg a Rough Diamonds albumukat. 1982-ben az USA-ban 26., míg Angliában 15. Amerikában hamar aranylemez lett belőle, de Angliában is eladtak 60 000-et belőle. A Rough Diamonds megjelenése után a Bad Company feloszlott.

### Szólóban és a The Firm
1983 Októberében Rodgers kiadta első szólóalbumát, a Cut Loose-t. Nem ért el az album nagy sikert: a Billboard listáján 135. lett. Ezután Jimmy Page-dzsel és Chris Slade-dzsel, ill. Tony Franklin-nel együtt dolgozott a The Firm-ben.
1984-ben leszerződtek a Atlantic Records-hoz és megkezdték első albumuk gyártását a The Firm néven a felvételek a Sol Studios-ban zajlottak 1985 február 11.-én jelent meg az album. A listákon és az eladási listákon is jól teljesített az album Amerikában több mint 500 000-ezret adtak el az albumból a Radioactive listavezető lett az USA-ban. Billboard Top Rock Tracks-listáját 4 héten át vezette míg a másik kislemez a Satisfaction Guaranteed a 4.-lett ezen a listán az album maga Angliában 15#. amíg Amerikában 17#.-lett. A második album a Mean Business 1986-ban jelent meg az USA-ban a 22#.-helyet érte el míg az Angoloknál a 46# helyen debütált. Az All the King's Horses US Billboard Album Rock Tracks az 1#-helyet érte el mind két országban 100 000 példányban fogyott. A zenekar az 1986-ban az első amerikai turné után feloszlott.